# Greta Garbo
Greta Garbo, nom artístic de Greta Lovisa Gustafsson (Estocolm, Suècia, 18 de setembre de 1905-Nova York, Estats Units, 15 d'abril de 1990), va ser una actriu sueca a qui van anomenar «la Divina».
| «                  | Va ser la fundadora d'un orde religiós anomenat cinema | » |
| — Federico Fellini |                                                        |   |

El 1999, Garbo fou anomenada per l'American Film Institute com la cinquena millor estrella feminina de la història de Hollywoord

## Orígens
Greta Gustafsson era la filla petita de Karl Alfred Gustafsson (1871-1920) i d'Anna Lovisa Johansson (1872-1944). Va néixer al 32 de la Blekingegatan a Estocolm. La seva casa natal ha desaparegut. Els seus pares eren persones de condició modesta a la Suècia pobre de començaments del segle xx. Tenia una germana, Alva, i un germà, Sven.

## Començament de carrera

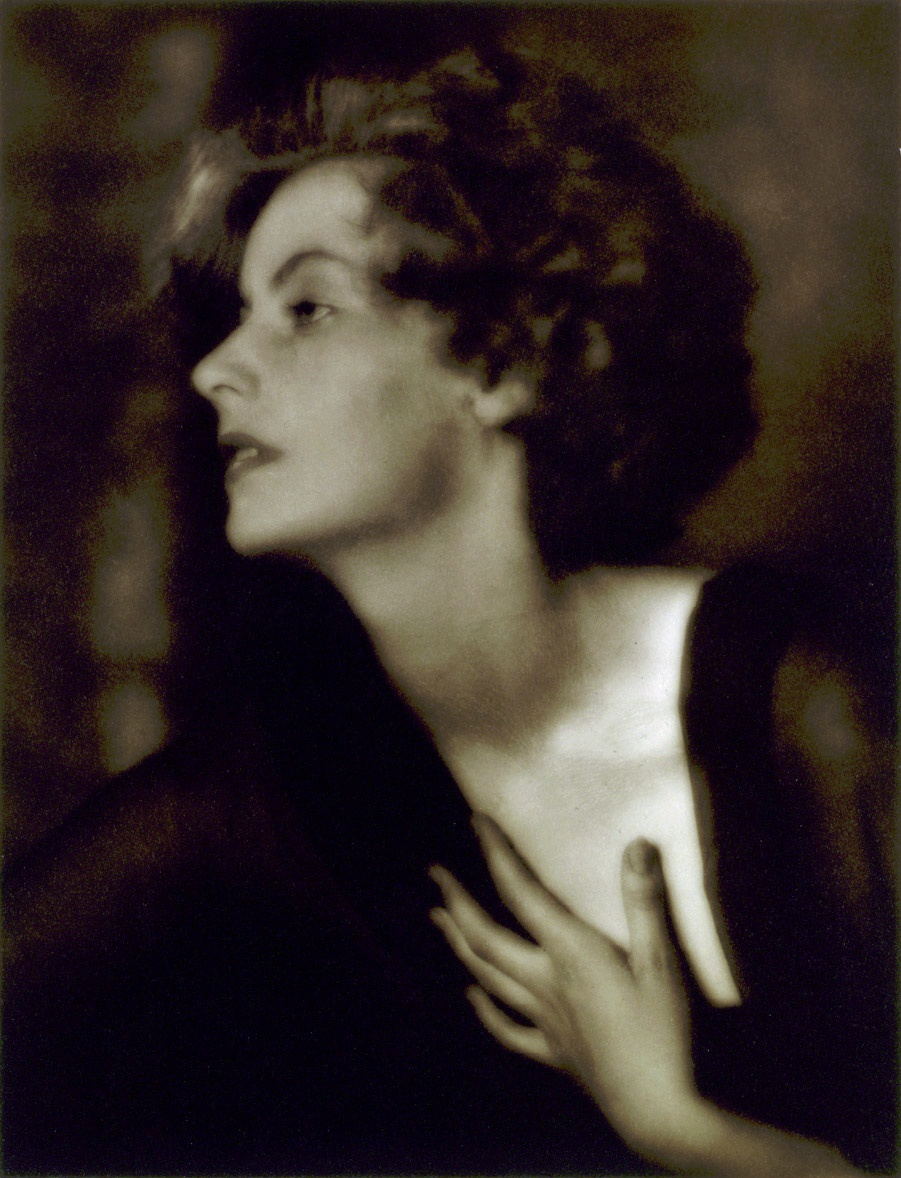
Greta Garbo el 1925, fotografia d'Arnold Genthe

El pare de Greta Garbo, vigilant de tines, mor rosegat per la malaltia quan ella té catorze anys, i aquest fet l'obliga a deixar l'escola i anar a treballar. La seva primera feina és com a ensabonadora en una barberia, on ensabona les galtes dels clients. Després va fer de venedora en una botiga de moda, on va posar de vegades com a model per a publicitat. És rodant en un petit anunci on va fer els seus primers passos com a actriu, episodi que fou seguit d'un curtmetratge publicitari el 1920 en el qual el realitzador Eric Petscher es va fixar en ella. Li va oferir un petit paper a Peter el vagabund el 1921, una pel·lícula lleugerament picant en la qual va actuar en banyador.
Va entrar a l'Acadèmia reial d'art dramàtic d'Estocolm -el Dramaten- el 1922 i hi va estudiar fins al 1924. Allà va conèixer el realitzador suec Mauritz Stiller, que la va descobrir, li va ensenyar les tècniques cinematogràfiques i li va confiar un paper important en la seva pel·lícula La saga de Gösta Berling, amb Selma Lagerlöf, el 1924. És aleshores quan va convertir el seu nom en Greta Garbo. La pel·lícula va ser un fracàs, però Greta Garbo va ser descoberta pel realitzador alemany Georg Wilhelm Pabst, amb qui va rodar el 1925.
Mauritz Stiller, cridat per Louis B. Mayer als Estats Units per treballar per a la MGM, va insistir perquè Garbo l'acompanyés i se li donés un contracte. Ella el va seguir a Hollywood, però la seva ràpida glòria els va separar. Stiller va ser acomiadat per la MGM el 1928 i va tornar a Suècia, on va morir poc temps després.

## De Garbo aLa Divina: els anys de Hollywood

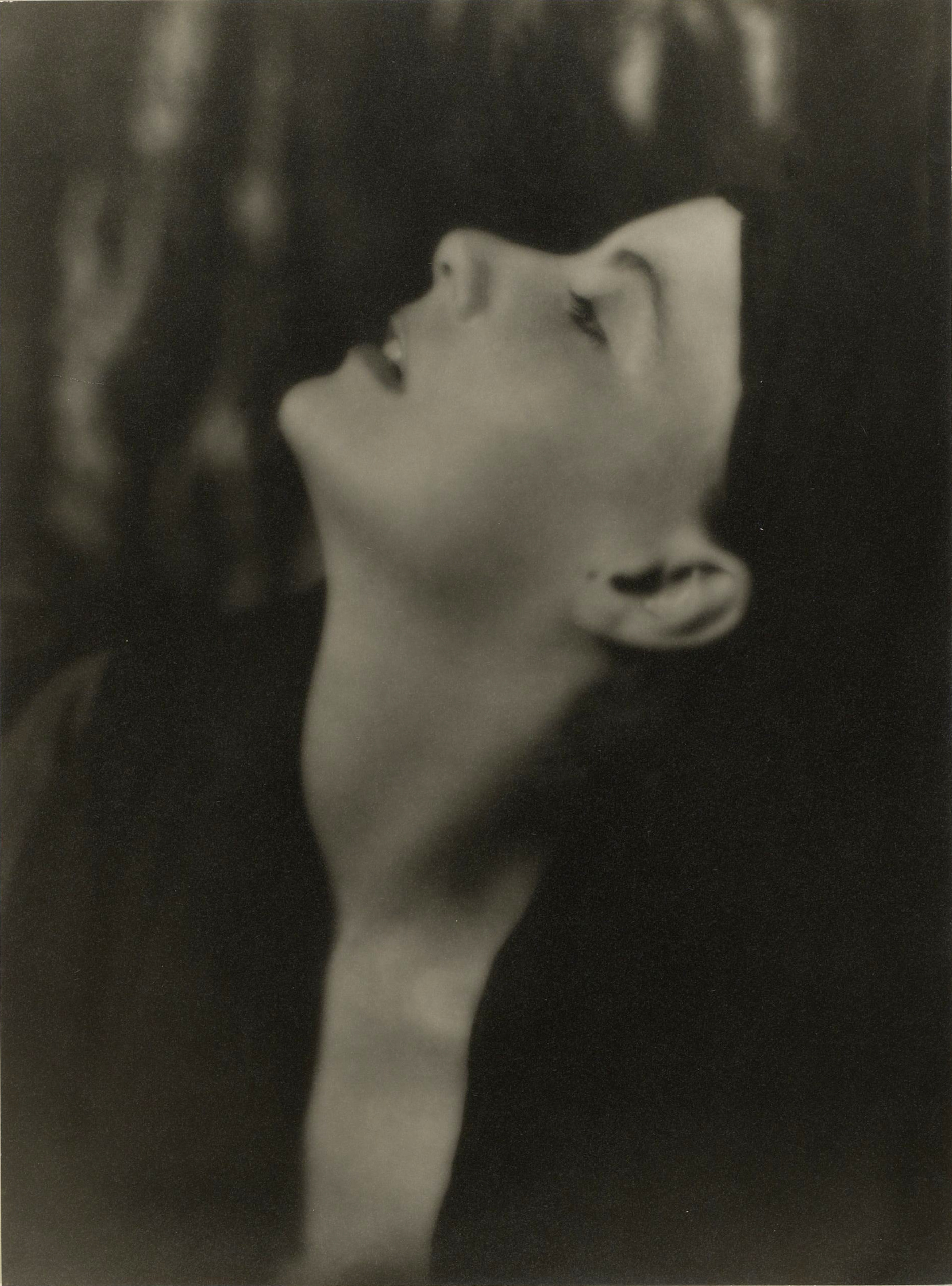
Greta Garbo el 1925, fotografia d'Arnold Genthe

Arribada a Hollywood, la carrera de Garbo va prendre un gir inesperat; a la seva arribada, no tenia res d'una dona fatal -Louis B. Mayer l'anomenava llavors "la grossa vaca nòrdica"-, però Arnold Genthe, un fotògraf de Vanity Fair, descobreix el seu important potencial. Segueix un règim per aprimar i se li fa un canvi de look: cabells tallats, allisats, front lliure, ulls sobrecarregats, celles reduïdes, mirada realçada.
Les seves primeres aparicions en pel·lícules mudes, com Torrent el 1926, The Temptress el 1926, Flesh and the Devil el 1927 o Love el 1928, la van propulsar dalt del cartell. La renovació del seu contracte és l'ocasió d'un pols amb Louis B. Mayer i fa que es converteixi en l'actriu més ben pagada d'Amèrica.
En aquests primers anys coneix John Gilbert, estrella del cinema mut, amb qui va continuar una relació. La llegenda diu que ella el va deixar davant l'altar, havent canviat d'opinió en relació amb el seu matrimoni, però la MGM utilitza abundantment les escenes d'amor que interpreta amb John Gilbert per alimentar la premsa del cor.
La seva carrera, contràriament a la de molts altres, no va parar amb el final del cinema mut. Greta Garbo va ser una de les rares estrelles hollywoodenques que va salvar el cap amb el cinema sonor. És en Anna Christie on el públic sent per primera vegada la seva veu greu i sensual, tenyida d'un lleuger accent suec. La pel·lícula va ser, d'altra banda, promocionada amb l'eslògan Garbo parla («Garbo Talks») i va ser un verdader èxit, encara que Garbo no quedés convençuda de la seva actuació. Pel que fa a John Gilbert, la popularitat del qual baixava, no aconsegueix mai la transició cap al cinema sonor i la seva carrera es va aturar als anys 1930.
A partir d'aquesta època es fabrica un nou personatge solitari, enigmàtic. Es fa greu, tan aviat muda com espantadissa, de vegades intel·lectual. No assisteix més que a les estrenes, no atorga més que rares entrevistes, viatja amb un nom fals. Atura també les nombroses sessions de fotos d'exterior i no fa més que retrats artístics d'estudi per a dos retratistes habituals -Ruth Harriet Louise fins al 1929, i després Clarence Sinclair Bull-, destinats a no ser reproduïts més que en petit format per ser enviats als admiradors. Fins i tot per a la promoció de les pel·lícules, no concedeix més que una única sessió de deu hores màxim amb 150 fotos.
A Garbo, si alguna cosa li desagradava quan rodava, deia que volia tornar a Suècia, amenaça que li va suposar de veure cadascuna de les seves peticions pels seus empresaris. Garbo era coneguda per no rodar més que en un estudi tancat; refusava els visitants quan rodava. La seva actuació en Mata Hari el 1932 la va consagrar com a seductora; la censura es va ofuscar fins i tot pel vestit suggestiu que portava en el cartell promocional. Va compartir llavors el cartell de Grand Hotel el 1932 amb Joan Crawford i els germans Barrymore (Lionel i John).
Es va enfadar amb la MGM el 1932 i va desaparèixer de les pantalles durant gairebé dos anys. La reconciliació li va donar un control total sobre les pel·lícules que rodava, i li va permetre fer reemplaçar Laurence Olivier per John Gilbert en el rodatge de La Reina Christine el 1934. David O. Selznick la va triar per fer el paper de l'hereva moribunda en Dark Victory el 1935, però va preferir rodar una nova versió d'Anna Karenina. La seva interpretació de Marguerite Gautier en Camille el 1937 fou considerada la millor de tots els temps. Després de moltes tragèdies, es va trobar cara a cara amb Melvyn Douglas en la comèdia Ninotchka el 1939. En referència a una escena en una taverna parisenca on l'heroïna esclata a riure, la pel·lícula va ser llançada amb l'eslògan «Garbo riu!» («Garbo laughs!»), una primícia en la seva carrera.

Greta Garbo va ser una de les estrelles més adulades dels anys 1920 i 1930, però també una de les més secretes. Fugint de la publicitat i les xafarderies, va esdevenir cèlebre una de les seves frases del Grand Hotel fins i tot en la seva vida pública: 
| « | Vull que se'm deixi tranquil·la | » |

 (I want to be quiet alone). No va concedir ni autògrafs ni entrevistes, excepte a l'inici de la seva carrera; no assistia a cap estrena i no responia als seus seguidors. Aquesta predilecció pel secret no va fer més que confirmar el sobrenom que va guardar tota la seva vida, «La divina»: bonica, llunyana i inaccessible.
Després del fracàs relatiu de la seva última pel·lícula Two-Faced Woman el 1941, Garbo va posar definitivament final a la seva carrera, al cim de la seva glòria.

## Vida privada
Segons les cartes privades, la publicació de les quals ha estat autoritzada a Suècia el 2005 per celebrar el centenari del seu naixement, semblaria que hagués estat tancada en ella mateixa i bastant depressiva.
Semblaria igualment que Greta Garbo hagués restat soltera per un amor homosexual per l'actriu sueca Mix Pollak, amb qui va mantenir una relació epistolar que va durar 60 anys. En el moment del naixement del fill de Mix Pollack, li envia un telegrama en aquests termes: 
| « | Increïblement orgullosa de ser pare | » |

 (Incredibly proud to be father).

La seva relació heterosexual més cèlebre va ser amb l'actor John Gilbert. Repartint-se el primer paper per primera vegada en Flesh and the Devil, la seva intensitat eròtica es troba fora dels estudis. Es diu que Gilbert va demanar a Greta Garbo la mà tres vegades i que no va ser l'únic. L'editor suec Lars Saxon també li hauria demanat la mà, però va rebre una carta que confirmava que Garbo 
| « | es quedaria tota la seva vida soltera. La paraula «esposa» és tan lletja | » |

 (I will probably remain a bachelor all my life. "Wife" is such an ugly word.)
Les cartes de Garbo a l'escriptora Mercedes de Acosta van ser publicades el 2000, no permeten afirmar que mantinguessin una relació homosexual, tot i el que diu l'escriptora. La sexualitat de Greta Garbo va continuar sent font de rumors i secrets durant la seva vida, i la seva mort no ha permès ni esvair-los, ni confirmar-los.

## Jubilació i desaparició

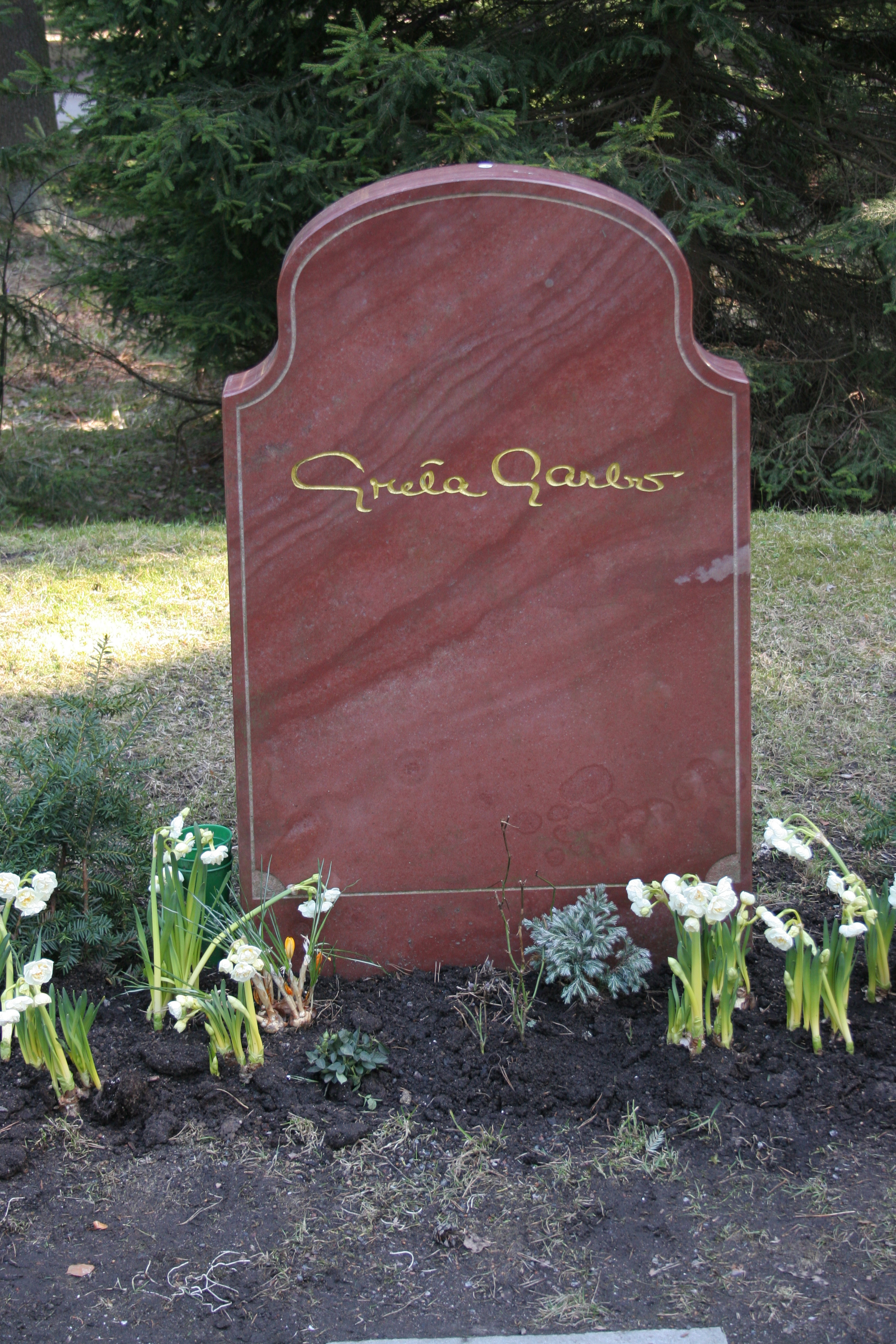
La seva tomba a Estocolm

Al seu parer, Greta Garbo pensava que el món havia estat trastornat per la Segona Guerra Mundial, potser per sempre. Les seves pel·lícules, pensava, tenien el seu propi lloc en la història i guanyarien en valor. Va assumir la ciutadania americana el 1951. Va comprar un pis a Nova York en els anys 1950, on va viure fins al final dels seus dies, lluny de la premsa i lluentons. Separada del món hollywoodenc, es va negar categòricament a aparèixer en públic.
Va continuar sent tanmateix amiga de nombroses celebritats, i se la va veure sovint en companyia d'Aristotelis Onassis, Cecil Beaton o Cécile de Rotschild. Defensava, tanmateix, gelosament la seva vida privada. Era coneguda pels seus passeigs pels carrers de Nova York portant grans ulleres negres, evitant tant com era possible els mitjans.
Va morir a Nova York el 1990 a l'edat de 84 anys, a conseqüència d'una insuficiència renal crònica i d'una pneumònia. Les seves despulles van ser incinerades, i les cendres enterrades al cementiri Skogskyrkogården a Estocolm. La seva fortuna, estimada en 20 milions de dòlars, va ser heretada per una neboda seva, resident a Nova Jersey.

## Distincions

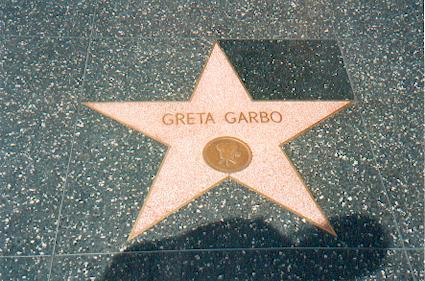
L'estrella dedicada a Greta Garbo al passeig de la Fama

Greta Garbo mai no va guanyar cap Oscar però va ser nominada per a l'Oscar a la millor actriu per Anna Christie i Romance el 1930, Camille el 1937 i Ninotchka el 1939. Va rebre el 1955 un Oscar honorífic pel conjunt de la seva carrera.
Una estrella commemorativa al seu nom (i al seu malnom) va ser col·locada al passeig de la Fama de Hollywood a Los Angeles (Estats Units) davant del número 6.901.

## Anècdotes
Va ser nominada pel American Film Institute cinquena millor actriu de llegenda del cinema.
Una gamma especial d'instruments d'escriptura Montblanc va ser creada en el seu homenatge.

## Filmografia
| Any                | Pel·lícula                       | Paper                               | Notes                                                      |
| ------------------ | -------------------------------- | ----------------------------------- | ---------------------------------------------------------- |
| 1920               | Mr and Mrs Stockholm Go Shopping | germana d'Elder                     |                                                            |
| 1920               | The Gay Cavalier                 | Extra                               | no surt als crèdits                                        |
| 1921               | Our Daily Bread                  | Companya                            |                                                            |
| 1921               | The Scarlet Angel                | Extra                               | no surt als crèdits                                        |
| 1922               | Peter the Tramp                  | Greta                               |                                                            |
| 1924               | Gösta Berlings saga              | Elizabeth Dohna                     | dirigida per Mauritz Stiller                               |
| 1925               | Die freudlose Gasse              | Greta Rumfort                       | dirigida per G. W. Pabst                                   |
| 1926               | Torrent                          | Leonora Moreno                      |                                                            |
| 1926               | The Temptress                    | Elena                               |                                                            |
| 1926               | Flesh and the Devil              | Felicitas                           | dirigida per Clarence Brown                                |
| 1927               | Love                             | Anna Karènina                       | dirigida per Edmund Goulding                               |
| 1928               | The Divine Woman                 | Marianne                            |                                                            |
| 1928               | The Mysterious Lady              | Tania Fedorova                      |                                                            |
| 1928               | The Divine Woman                 | Tania Fedorova                      |                                                            |
| A Woman of Affairs | Diana Merrick Furness            |                                     |                                                            |
| 1929               | Wild Orchids                     | Lillie Sterling                     |                                                            |
| 1929               | The Single Standard              | Arden Stuart Hewlett                |                                                            |
| 1929               | The Kiss                         | Irene Guarry                        |                                                            |
| 1930               | Anna Christie                    | Anna Christie                       | Nominada - Oscar a la millor actriu                        |
| 1930               | Romance                          | Madame Rita Cavallini               | Nominada - Oscar a la millor actriu                        |
| 1931               | Anna Christie                    | Anna Christie                       | MGM's German version of Anna Christie, released early 1931 |
| 1931               | Inspiration                      | Yvonne Valbret                      |                                                            |
| 1931               | Susan Lenox (Her Fall and Rise)  | Susan Lenox                         |                                                            |
| 1931               | Mata Hari                        | Mata Hari                           |                                                            |
| 1932               | Grand Hotel                      | Grusinskaya                         |                                                            |
| 1932               | As You Desire Me                 | Zara també anomenada Marie          |                                                            |
| 1933               | Queen Christina                  | Christina de Suècia                 |                                                            |
| 1934               | The Painted Veil                 | Katrin Koerber Fane                 |                                                            |
| 1935               | Anna Karenina                    | Anna Karenina                       | New York Film Critics Circle Awards 1935 – Millor actriu   |
| 1936               | Camille                          | Marguerite Gautier                  | Nominada - Oscar a la millor actriu                        |
| 1937               | Conquest                         | Comtessa Marie Walewska             |                                                            |
| 1939               | Ninotchka                        | Nina Ivanovna 'Ninotchka' Yakushova | Nominada - Oscar a la millor actriu                        |
| 1941               | La dona de les dues cares        | Karin Borg Blake                    |                                                            |